# Magners

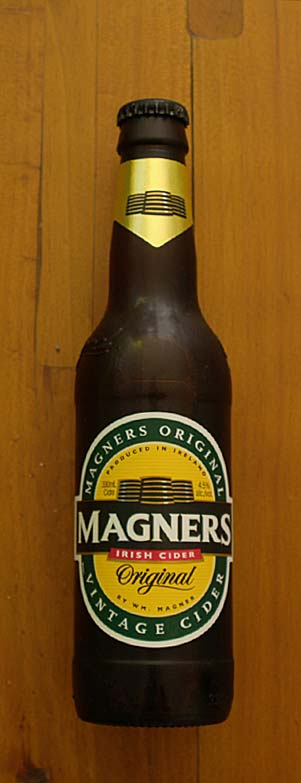
Een flesje Magners cider van 330ml.

Bulmers Irish Cider, buiten Ierland bekend onder de naam  Magners Irish Cider, is een cider dat wordt geproduceerd in County Tipperary in Ierland door de C&C Group. De cider wordt gemaakt in verschillende varianten: Original, Light, Pear en Berry. Van origine heette het cidermerk "Bulmers". Deze naam wordt nog steeds gebruikt in Ierland, hoewel het product niet langer in handen is van H. P. Bulmer. In Noord-Ierland wordt het product wel onder de naam Magners verkocht.

## Geschiedenis
William Magner begon in 1935 met de commerciële productie van Magners in Clonmel, South Tipperary, in de Ierse Vrijstaat. Magner kocht een boomgaard van ene Mr Phelan uit Clonmel. Magner zette in een korte tijd een succesvolle ciderbrouwerij op op het terrein van Thomas Murphy in Dowd's Lane, Clonmel. In 1937 kocht de Engelse cidermaker H. P. Bulmer een aandeel van 50% in het bedrijf. Met Bulmer's expertise werd de productie sterk uitgebreid. Na de oorlog, in 1946, kocht Bulmer's de overige 50% van het bedrijf en veranderde de naam in Bulmer's Ltd. Clonmel. H.P. Bulmer verkreeg het internationale distributierecht van Bulmer's. Alle export verliep vanaf dat moment via een moederbedrijf.
In de jaren 60 produceerde H.P. Bulmer een perenwijn, waarmee het bedrijf de competitie aanging met Babycham, een perenwijn van Showerings Ltd uit Shepton Mallet. Showerings klaagde Bulmer aan en won de zaak. In 1964 werd Bulmer's Clonmel verkocht aan Guinness and Allied Breweries, het moederbedrijf van Showerings. De bedrijfsnaam werd veranderd in Showerings (Ireland) Ltd.
Kort daarna werd de brouwerij verplaatst naar Annerville, vijf kilometer buiten Clonmel. In 1965 werd de nieuwe brouwerij officieel geopend door Taoiseach Seán Lemass. De Bulmers/Magners-tak van C&C heeft meer dan 470 werknemers in dienst en vormt daarmee een belangrijk onderdeel van de economie van Clonmel.
Het bedrijf produceerde ook Cidona, een populaire frisdrank in Ierland. Cidona werd in 2007, samen met de andere frisdranken van het bedrijf verkocht aan Britvic.

## Merk
Het succes van Bulmers in Ierland leidde tot de ontwikkeling van het merk Magners voor de verkoop van cider buiten Ierland. Omdat H. P. Bulmer de rechten op de naam Bulmers behield had de C&C Group een nieuwe naam nodig om het product uit te brengen op de internationale markt. Het originele concept werd ontwikkeld door Brendan McGuinness, John Keogh en Shane Whelan van Bulmers. Majorca in Spanje was de eerste markt waar Magners verkocht werd vanaf mei 1999. Daarna volgde München in Duitsland in juli 1999. Magners werd eind 1999 voor het eerst verkocht in het Verenigd Koninkrijk waar de afzet begon in Noord-Ierland. 
Irish Bulmers cider en Magners hebben hetzelfde label en zijn hetzelfde product, behalve in naam. De ciders worden gemaakt van 17 soorten appels die tot twee jaar lang fermenteren en rijpen. De cider wordt verkocht in flesjes van 330 ml, 440ml, pint, 750ml en een liter en blikjes van 500ml en wordt gewoonlijk geserveerd met ijs. In de meeste Ierse bars wordt de cider van de tap verkocht en Magners is in sommige bars in Schotland van de tap verkrijgbaar. Magners was eerst alleen verkrijgbaar in Spanje, Noord-Ierland en Schotland, maar door het grote succes van Magners is de cider nu ook verkrijgbaar in heel het Verenigd Koninkrijk, Europa, Australië, Canada, Nieuw-Zeeland, Japan, Hong Kong, Singapore, Thailand en de Verenigde Staten.
In 2004 werd Magners Light op de markt gebracht, een cider met minder calorieën. In maart 2009 kwam een nieuwe perenwijn (omschreven als "Pear Cider") met de naam Magners Pear op de markt.  
In februari 2010 werd Magners Berry onthuld. Ook deze bevat 17 soorten appels, net als Bulmers Original, waaraan nu zwarte bessen, framboos en aardbei is toegevoegd met een ABV van 4.5%. Het wordt verkocht in flesjes en blikjes van 440ml.
Magners Golden Draught kwam voor het eerst op de markt in 2010. Dit is een traditionele crisp cider, die op tap verkrijgbaar is. Er zijn drie speciale varianten van in de smaken Spiced Apple & Honey, Pear & Ginger, en Spiced Apple & Rhubarb die in supermarkten verkocht worden.
In 2011 werd het Bulmers Light pint flesje uitgebracht.
In augustus 2015 bracht Bulmers vier nieuwe cidervarianten uit op de Ierse markt, met de naam Forbidden Flavours range. De smaken zijn Cloudy Lemon, Strawberry & Lime, Berry Berry en Juicy Pear.
In maart 2017 bracht Bulmers, als onderdeel van een investeringscampagne van €10 miljoen, koperkleurige labels aan op de flesjes en blikjes cider. Deze labels zijn gebaseerd op de kleur van de cider. Ook werd in deze campagne een nieuwe cider op de markt gebracht onder de naam Outcider. Deze is zoeter van smaak.